# Lastigi
Lastigi fou una ciutat de la Bètica al convent jurídic d'Hispalis, situada a la regió d'Aljarafe (Sevilla).
 Va ser una ciutat estat independent i va emetre moneda. Altres fonts creuen que podria ser Zahara a la Serra de Ronda, prop del riu Guadalete.